# Holešovicki most kolejowy
Holešovicki most kolejowy (cz. Holešovický železniční most) – most kolejowy nad Wełtawą, w Pradze, stolicy Czech. Łączy dworzec Praha-Holešovice z posterunkiem odgałęźnym Rokytka w dzielnicy Libeň. Most nigdy nie został oficjalnie nazwany.
Most jest zbudowany z betonu sprężonego (konstrukcja podobna do Mostu Nuselskiego). Most jest podzielony na pięć identycznych przęseł po 77,5 m każdy. 4 filary, które znajdują się w nurcie rzeki mają przekrój okrągły i minimalny wpływa na przepływ i ruch na rzece. Proces budowy nadzorował inż. Vilém Možíš. Most ukończona w 1976 roku.